# Магия чёрная и белая
«Магия чёрная и белая» — советский полнометражный цветной художественный фильм, поставленный на киностудии «Ленфильм» в 1983 году режиссёром Наумом Бирманом.
Премьера фильма в СССР состоялась 14 мая 1984 года.

## Сюжет
Двое мальчишек — Сева Кухтин по прозвищу «Кухня» и Витя Елхов по прозвищу «Винт» — учатся в одном классе, сидят за одной партой, но в один прекрасный день в их класс приходит новая ученица — Эльвира Сабоните. Вместе с Эльвирой в класс приходит новый классный руководитель — учитель математики Валентин Дмитриевич (среди учеников — просто Митя), который сажает Эльвиру за одну парту с Винтом на место Кухни, тем самым вызывая негативное отношение двух закадычных друзей к приезжей из Прибалтики новенькой ученице.
Дабы заинтересовать учеников класса, Митя предлагает им летом пойти в поход по местам «где не ступала нога человека». Все ученики «загораются» этой идеей, Кухня и Винт — больше всех. Но на дворе — конец учебного года, а успеваемость Кухни и Винта оставляет желать лучшего — Винт «завалил» диктант, а у Кухни — проблемы с математикой.
После уроков, на классном часе, поднимается вопрос о причинах их низкой успеваемости. Эльвира видит причиной нежелания учиться в отсутствии у ребят каких-либо увлечений. Чтобы хоть как-то подстегнуть ребят к учёбе, она предлагает в случае неисправления оценок не брать их в поход (самой ей тоже в поход нельзя — здоровье не позволяет). Эльвире предлагают помочь Кухне и Винту в поиске увлечений, и она соглашается. Девочка пытается привить им любовь к музыке, но ребятам это неинтересно, хотя они изо всех сил стараются. Увлечения других одноклассников: кактусы, марки, собаки — тоже не заинтересовывают ребят.
Дело меняет их одноклассник Бряндя, который вместо книжки «Остров сокровищ» дарит им книжку про магию. Ребята увлекаются фокусами, показывают пару штук одноклассникам. Во время похода на рынок Винт, шутки ради, показывает продавцу помидоров фокус «Исчезновение помидорчика», но продавец не понимает его и поднимает  крик типа «Помидор украли!!!», ребят задерживают и доставляют  в детскую комнату милиции. По совету находящегося там мальчугана Винт и Кухня, объяснив милиционеру ситуацию на рынке, говорят, что они якобы из деревни Вожжаевки. Милиционер сажает их на поезд в плацкартный вагон на боковые места, но проехав довольно много и узнав, что до конца пути ещё целый час, они выпрыгивают из поезда в районе одной из станций.
Постучавшись в здание станции, мальчики обращаются за помощью к дежурной и просят связаться с папой Эльвиры, который, по словам самой Эльвиры, работает «начальником на железной дороге». Дежурная связывается с папой Эльвиры, тот отдаёт необходимые распоряжения, и  Кухня и Винт благополучно добираются до дома, где получают взбучку от родителей.
В итоге ребята решают забросить все эти потуги с увлечениями, даже несмотря на то, что их могут не взять в поход. Но тут выясняется, что в поход их всё-таки берут. На вопрос: «Почему берёте?», Митя отправляет их за ответом к Эльвире. Эльвира поясняет, что самое важное увлечение — это их дружба. Винт и Кухня поначалу радуются  возможности пойти в поход, но потом сами отказываются — решают поддержать Эльвиру и остаться с ней в городе. Митя хвалит ребят за столь благородный поступок.

## В фильме снимались
- Павел Плисов — Сева Кухтин (Кухня), друг и одноклассник Вити и Эллы, увлекается фокусами
- Антон Гранат — Витя Елхов (Винт), друг и одноклассник Севы и Эллы, увлекается фокусами
- Маргарита Иванова — Эльвира Сабоните, дочь Александра Петровича, подруга и одноклассница Севы и Вити, увлекается музыкой и играет на фортепиано
- Александр Леньков — Валентин Дмитриевич (Митя), классный руководитель и учитель математики
- Марианна Казенная — Зойка Фуртичева, одноклассница Севы, Вити и Эллы, выращивает кактусы
- Денис Лёвин — Вася Симакин, одноклассник Севы, Вити и Эллы, увлекается филателией
- Александр Суханов — Рафик Низамов, одноклассник Севы, Вити и Эллы, увлекается собаководством
- Наташа Попова — Лидочка (тихоня), одноклассница Севы, Вити и Эллы
- Андрей Пузанов — Бряндя, увлекается химией
- Виктор Сухоруков — Кухтин, отец Севы
- Николай Волков-мл. — Александр Петрович Сабонис, отец Эльвиры (нет в титрах)
- Михаил Девяткин — проводник (нет в титрах)
- Игорь Ефимов — милиционер, озвучивание отца Эльвиры, озвучивание проводника поезда (нет в титрах)

## Съёмочная группа
- Автор сценария — Валерий Приёмыхов
- Режиссёр-постановщик — Наум Бирман
- Оператор-постановщик — Генрих Маранджян
- Художник-постановщик — Всеволод Улитко
- Композитор — Александр Журбин
- Звукооператор — Игорь Вигдорчик
- Текст песни — Юрий Энтин

В фильме звучит песня Александра Журбина «Песня о добром человеке» («Интересней человека ничего на свете нет…») на слова Юрия Энтина.

## Признание и награды
- Признан лучшим фильмом для детей на Неделе детского кино в Алма-Ате (1984);
- Признан лучшим фильмом года на Неделе фильмов для детей и юношества в Тбилиси (1985)[1].